# فريتز بومغارتن (رسام توضيحي)
فريتز بومغارتن (بالألمانية: Fritz Baumgarten)‏ هو رسام توضيحي ألماني، ولد في 18 أغسطس 1883 في Reudnitz ‏ في ألمانيا، وتوفي في 3 نوفمبر 1966 في لايبزيغ في ألمانيا.

## وصلات خارجية
- فريتز بومغارتن على موقع IMDb (الإنجليزية)